# Hochälpele
Hochälpele är ett berg i Österrike.   Det ligger i distriktet Bregenz och förbundslandet Vorarlberg, i den västra delen av landet, 500 km väster om huvudstaden Wien. Toppen på Hochälpele är 1 464 meter över havet, eller 745 meter över den omgivande terrängen. Bredden vid basen är 6,8 km.
Terrängen runt Hochälpele är huvudsakligen lite bergig. Runt Hochälpele är det ganska tätbefolkat, med 166 invånare per kvadratkilometer.. Närmaste större samhälle är Dornbirn, 5,5 km väster om Hochälpele. 
I omgivningarna runt Hochälpele växer i huvudsak blandskog.